# Gravures rupestres de la région de Taghit

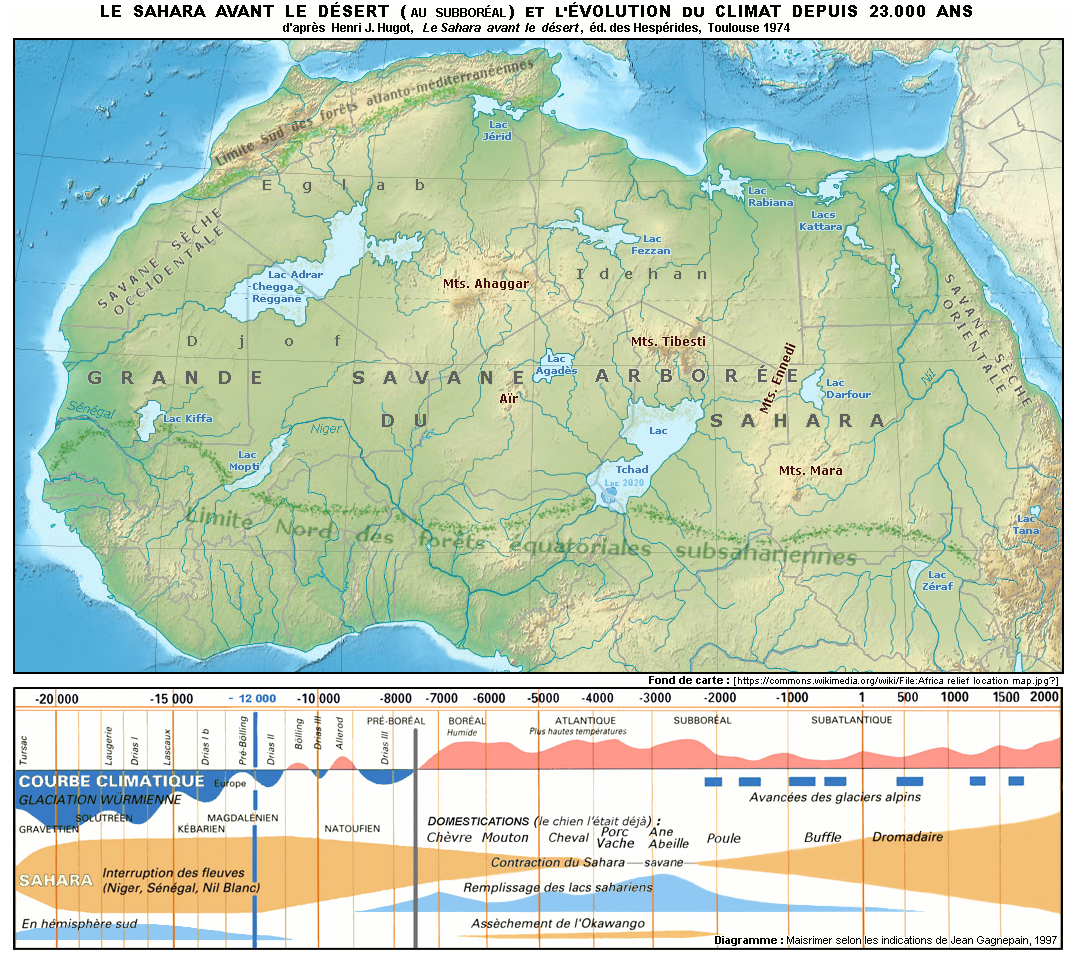
Le « Sahara vert » : la végétation était de type savane arborée et la faune, attestée par les restes fossiles et l'art rupestre, comprenait des autruches, des gazelles, des bovins, des girafes, des rhinocéros, des éléphants, des hippopotames, des crocodiles…

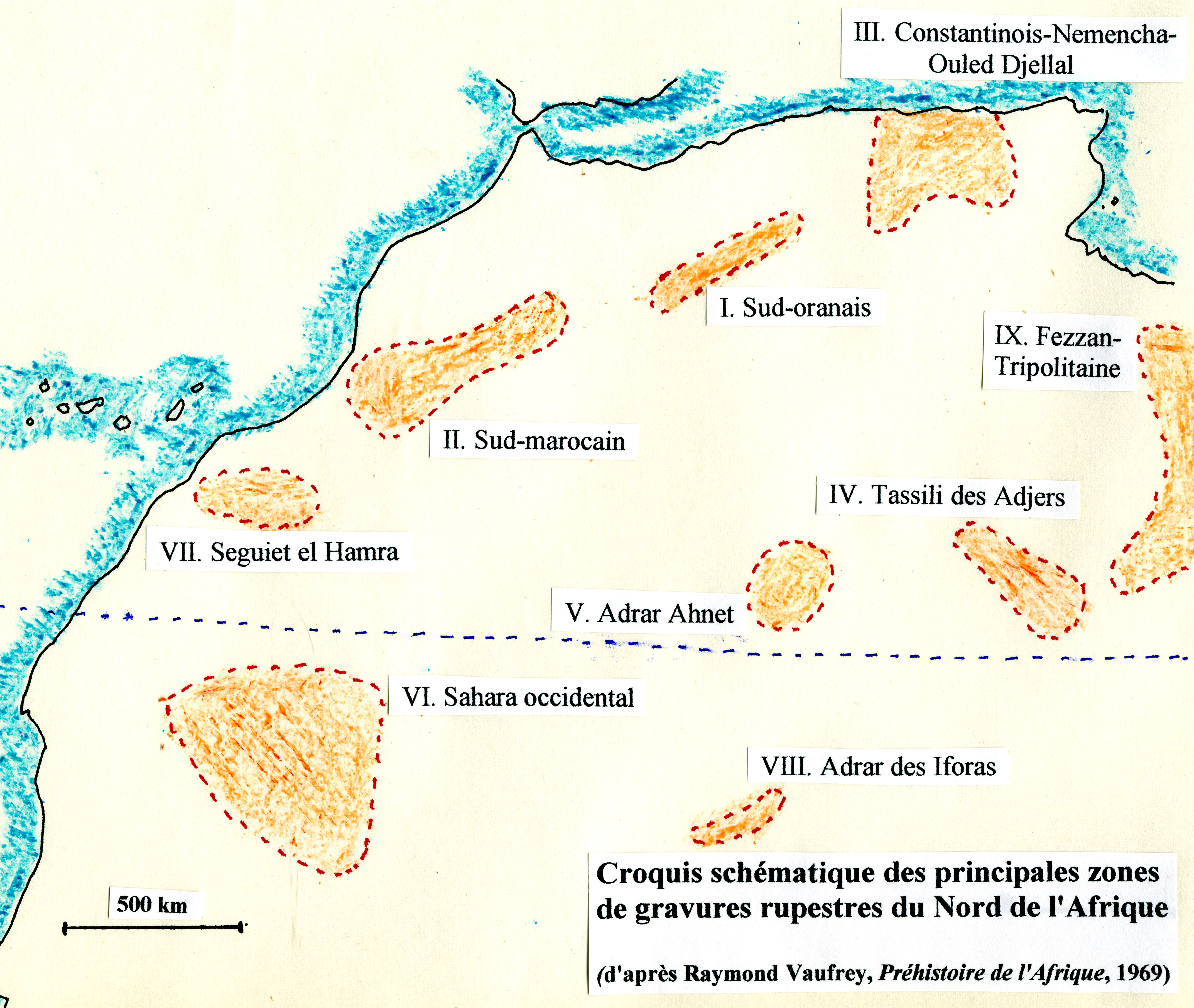
Croquis schématique des principales zones de gravures rupestres de l'Afrique du Nord.

Les gravures rupestres de la région de Taghit sont situées entre Beni Abbes et Bechar dans la Wilaya de Bechar (Algérie), à la limite ouest du grand erg occidental.

## Les sites
- Zawiya Tahtania (éléphants, antilopes, autruches, gazelles, chevaux, représentations humaines)
- Barrebi (chameaux, chevaux, ânes, autruches, girafes, représentations humaines)
- Hassi Lawedj et Hassi Burwis (gravures dégradées)

### Éléphants

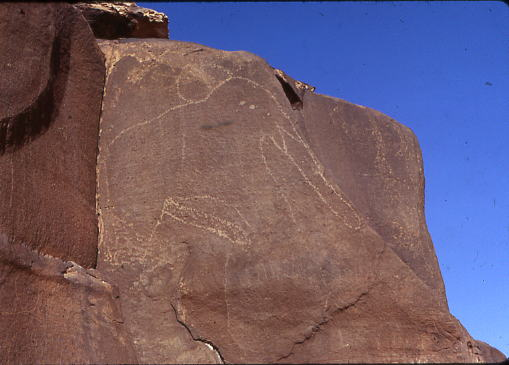

### Lions

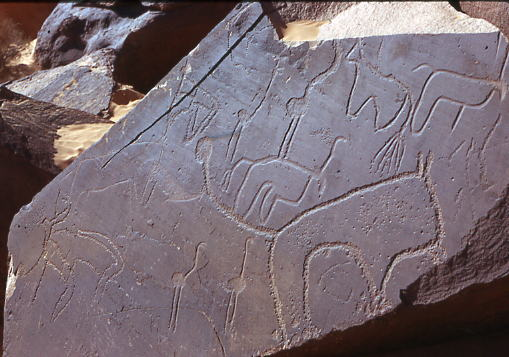
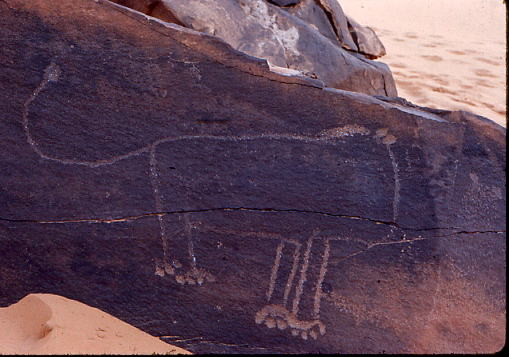

### Autruches

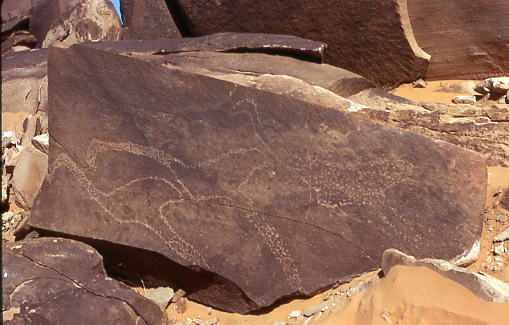
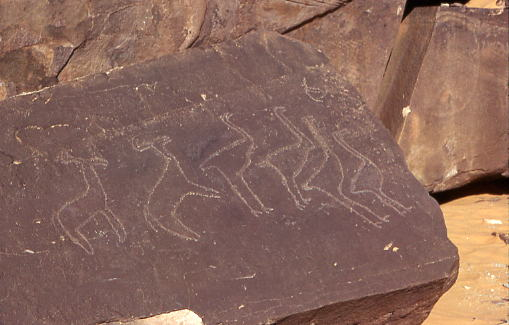
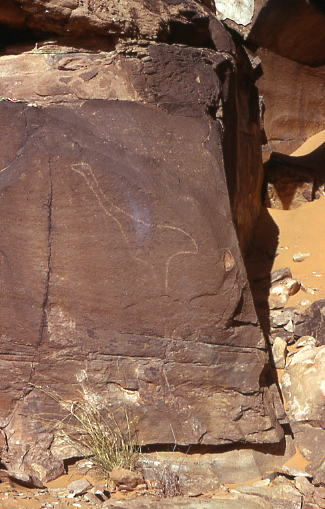
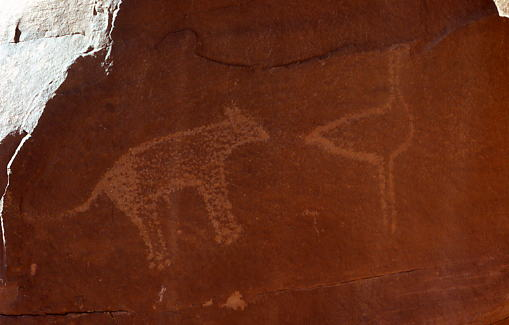

### Bovidés et antilopes

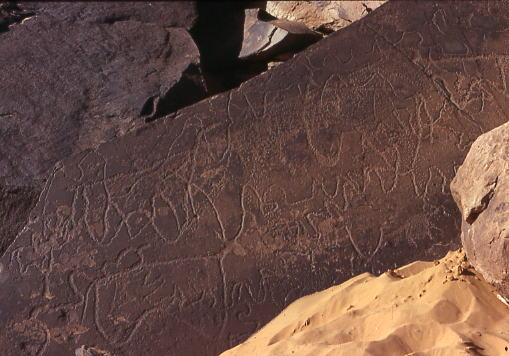
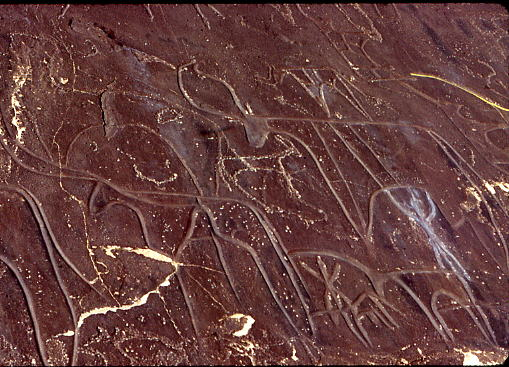
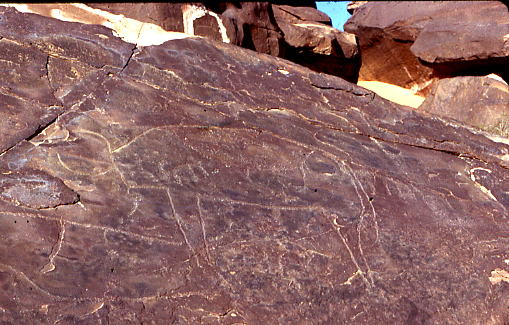
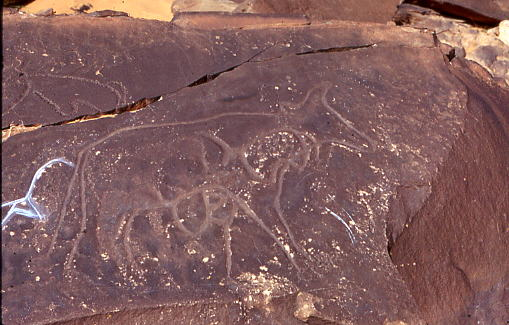
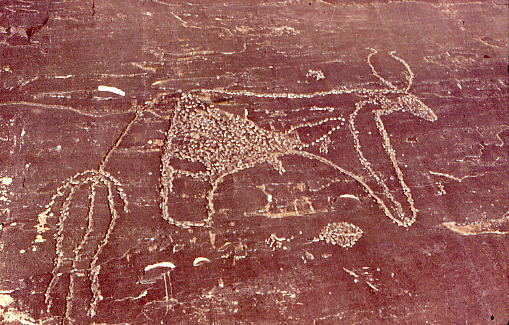
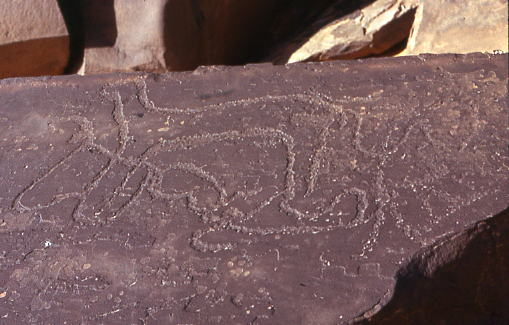
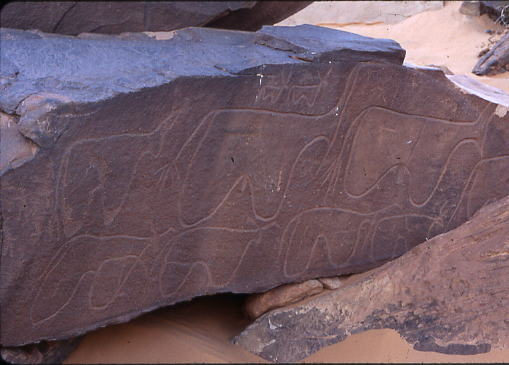
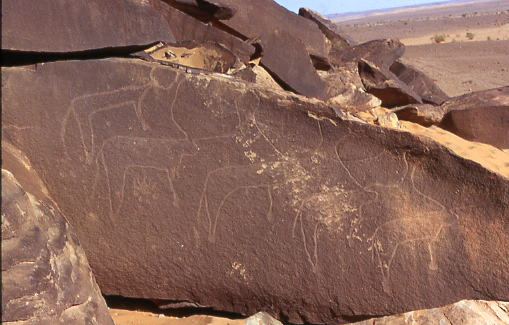
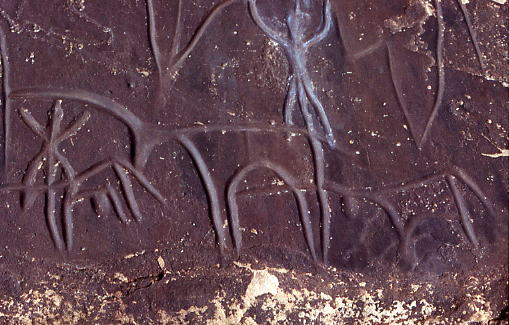
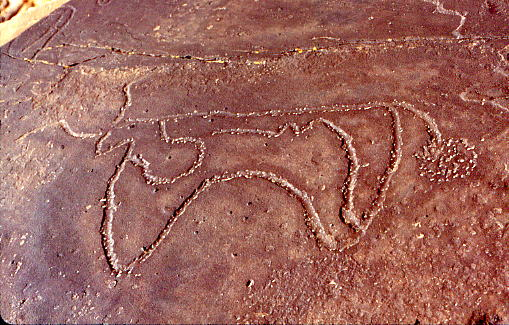
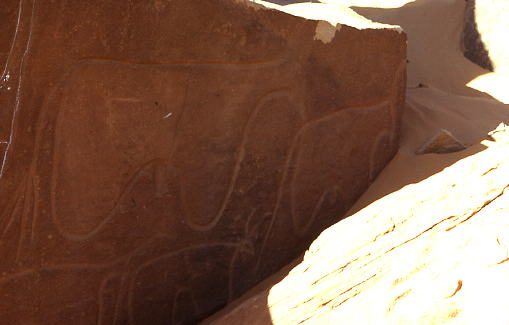
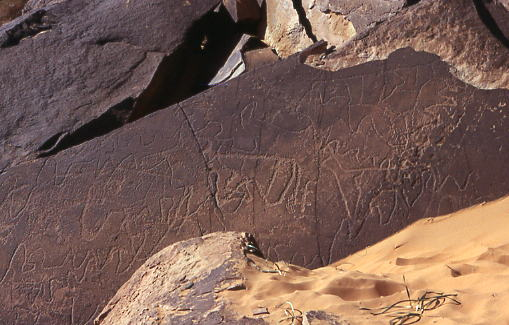
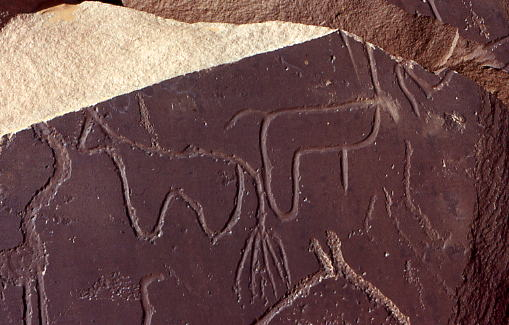
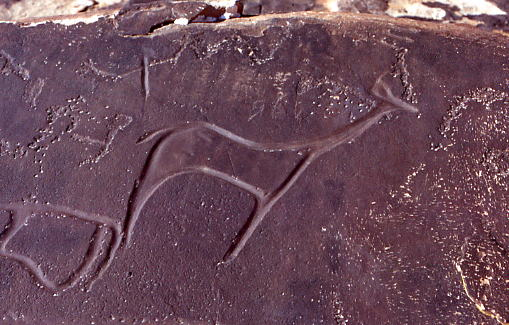
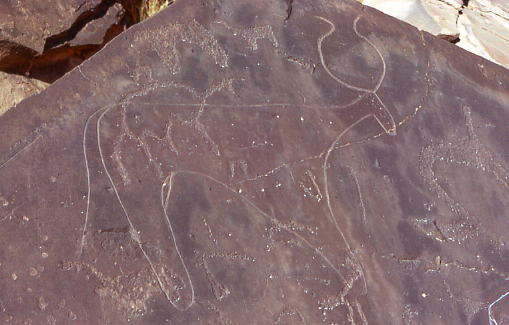
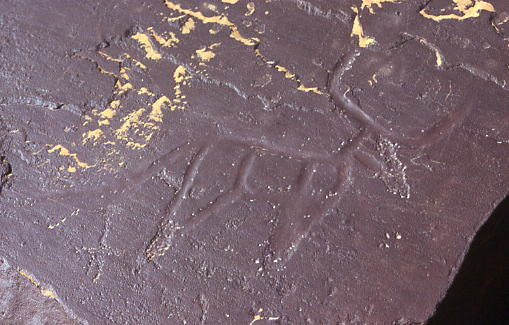
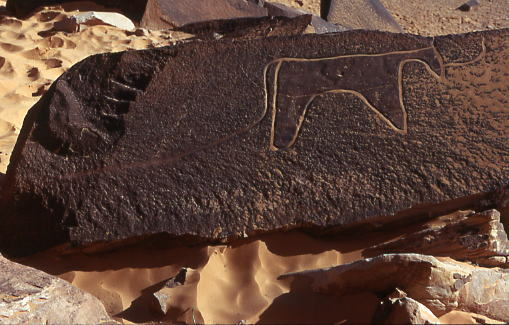
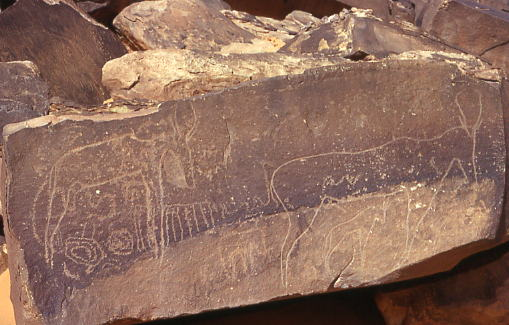
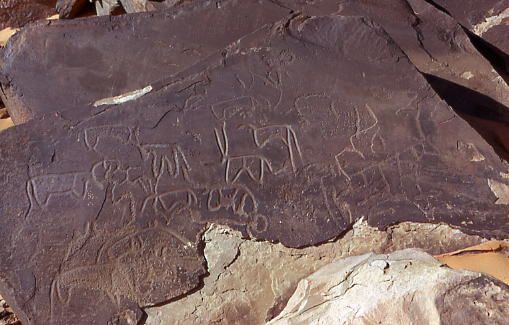
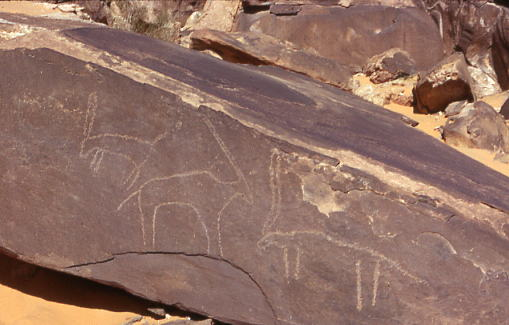
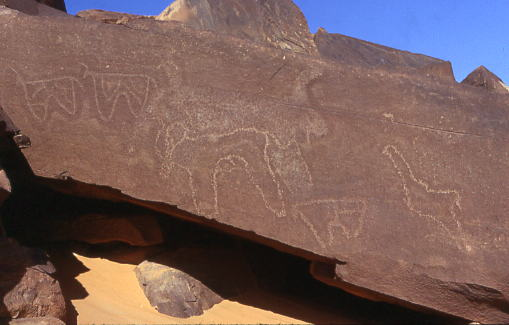

### Gravures plus récentes

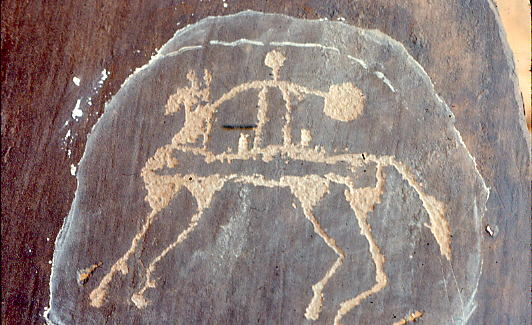
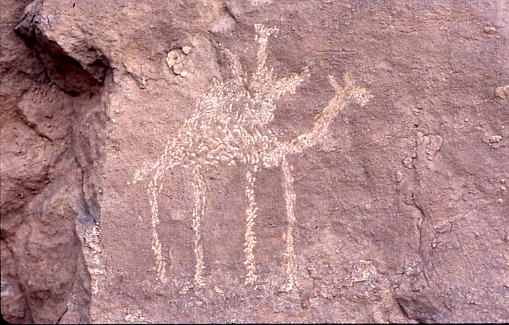

### Articles connexes

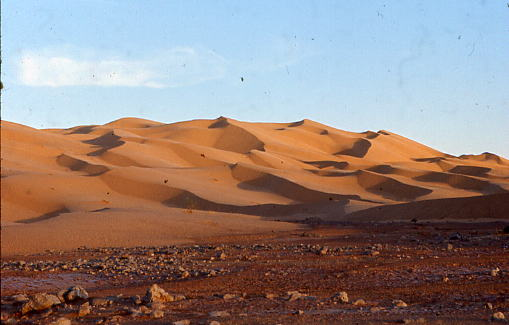
Erg sableux et reg rocheux de Taghit